# Serba
Serba là một đô thị thuộc huyện Saale-Holzland, trong bang Thüringen, Đức. Đô thị Serba có diện tích 7,07 km².